# Alexander Plocek (botanik)
Alexander Plocek (6. února 1944 Praha – 14. února 2009 Praha) byl český botanik.

## Život
Alexander Plocek se narodil v rodině významného houslisty a hudebního pedagoga Alexandra Plocka (1914–1982). Po absolvování střední jedenáctileté školy se v roce 1961 zapsal jako řádný posluchač elektrotechnické fakulty ČVUT, po skončení čtyř ročníků se však dokončení studia na vlastní žádost dobrovolně vzdal. V roce 1969 nastoupil denní studium na odborné biologii na Přírodovědecké fakultě UK v Praze. Studium zde ukončil v roce 1974 obhájením diplomové práce Nástin květeny Jizerských hor. V roce 1975 pak v rigorózním řízení obhájil titul RNDr. Současně nastoupil jako technický asistent v Botanickém ústavu ČSAV v Průhonicích, kde však pracoval jen krátce do března 1976. Byl nucen odejít pro své rozhodné osobní politické názory a odmítavý postoj ke vstupu do KSČ.
Pak už nikdy jako profesionální botanik na žádném odborném pracovišti nepůsobil a všechny pozdější nabídky pracovat v oboru odmítl. Až do konce života pracoval jako topič v pražské teplárně, ačkoliv v roce 1992 získal vědecký titul CSc. Zemřel předčasně po vážné nemoci v únoru 2009 v Praze.

## Dílo
V roce 1992 předložil soubor 14 vědeckých prací týkajících se taxonomické problematiky rodu kontryhel (Alchemilla) na území Karpat. O tuto problematiku se zajímal dlouhodobě již od studií na UK (a po určitý čas také o rod Pilosella) a stal se postupně výlučným znalcem tohoto kritického rodu na území celého Československa, Karpat a zčásti i Balkánu. Jen z území Slovenska popsal 47 druhů.
Podle České Botanické Společnosti se stal Alexander Plocek v evropském měřítku „nejpilnějším“ českým botanikem druhé poloviny 20. století, popsal 58 nových druhů kontryhelù a řadu infraspecifických taxonů, především ze Slovenska, zčásti ale také z Rumunska, Bulharska a z Černé Hory (cf. Kurtto et al. 2007). Tři taxony (A. suavis, A. gruneica, A. obtusa subsp. trapezialis) popsal i z území České republiky. Dalších 13 druhù z Rumunska a Balkánu měl k popsání připraveno, k vydání jeho rukopisné práce však bohužel nedošlo. Je autorem zpracování rodu Alchemilla v Květeně ČR (1995), ve Flóře Slovenska (1992) i v Klíči ke květeně ČR (2002).
I přes své zřetelné pracovní znevýhodnění dlouhá léta během svých dovolených pilně cestoval a sbíral v terénu v řadě zemí studijní rostlinný materiál kontryhelů, dopisoval si s řadou evropských kolegů – specialistù (např. s M. Waltersem z Velké Británie, P. Frost-Olsenem z Dánska, S. Fröhnerem a W. Lippertem z Německa, E. Grenierem z Francie, B. Pawlowskim z Polska) a vyměňoval si s nimi srovnávací herbářový materiál. Jeho soukromý herbář, obsahující přes 4 tisíce položek a téměř výhradně jen kontryhele, rodina po smrti věnovala do herbářových sbírek Univerzity Karlovy v Praze. Další významná část jeho herbářových sběrů, převážně z Jizerských hor, je uložena v Severočeském muzeu v Liberci.
Dochovaný a setříděný archivní materiál s botanickou tematikou je prozatím uložen v herbářích UK, později bude pravděpodobně trvale deponován v některém z pražských archivů.